# Milicia
Milicia é um género botânico pertencente à família Moraceae.